# Diogo Guerreiro Camacho Aboim
Diogo Guerreiro Camacho de Aboim (Gomes Aires, 1658 – Lisboa, 1709) foi desembargador português da Casa da Suplicação. Ocupou vários lugares da magistratura. Como escritor, escreveu: Escola Moral, Política, Cristã e Jurídica, dividida em quatro partes, nas quais prima as quatro virtudes cardeais, além de várias obras de jurisprudência em latim, as quais foram reimpressas algumas vezes.

## Biografia
Nasceu na Herdade e Monte de Guerreiros, termo de Almodôvar, Gomes Aires, baptizado a 24 de Setembro de1658, e morreu em Lisboa, freguesia de Santiago, a 15 de Julho de 1709, sendo sepultado com suas armas e inscrição na Igreja Paroquial de Santiago. Foi transladado para uma nova sepultura, a 11-VII-1711, sendo encontrado incorrupto.

Epitáfio da sua sepultura:
"Sepultura do Doutor Diogo Guerreiro Camacho de Aboim, Desembargador dos Agravos, e de sua mulher D. Maria Luiza de Foyos, e seus legítimos descendentes. Faleceu em 15 de Agosto de 1709. Foi transladado para esta sepultura a 11 de Julho de 1711"

### Família
Filho de Diogo Guerreiro Camacho de Aboim, capitão-mor e mestre de campo de Ourique, e de sua mulher e prima, Mónica Guerreiro Camacho, naturais de Ourique, a cuja vigilante educação deveu o progresso que fez assim nas virtudes como nas letras; neto paterno de Manuel Guerreiro de Aboim, que justificou a sua nobreza em 1621, e de sua mulher Maria Guerreiro de Aboim; neto materno de André Guerreiro Camacho, procurador às cortes no ano de 1641, e de sua mulher Maria Filipa da Silva.
Era irmão de Dom Manuel Guerreiro Camacho de Aboim, governador do Bispado do Algarve, capelão e confessor do Rei na sua viagem à Ilha Terceira, deão da Sé de Faro, etc.; de Bárbara Guerreiro Camacho de Aboim, casada com Filipe Rodrigues Camacho, capitão-mor das vilas de Casével, Santa Bárbara de Padrões e Entradas, etc.; de André Guerreiro Camacho de Aboim, capitão-mor de Ourique, juiz dos órfãos e dos verdes montados da mesma comarca, procurador às cortes, familiar do Santo Ofício, casado com Maria Afonso Faleiro; e de João Camacho Guerreiro de Aboim e Brito, fidalgo cavaleiro da casa Real, que casou com Isabel Guerreiro Varela.
Casou em Lisboa, na freguesia de São João da Praça, a 28 de Abril de 1689, com Maria Luísa de Foyos Coutinho, natural de Lisboa, Santa Cruz do Castelo, em 1669, filha herdeira de Luís da Fonseca Coutinho, morador na sua quinta do Paço do Lumiar, Fidalgo da Casa Real, familiar do Santo Ofício (Carta de 12-V-1683), e de sua mulher Ana Teresa de Foyos Botado, com vasta descendência até à actualidade.

### Carreira
Depois de estudar na Universidade de Coimbra Direito Cesareo, em que recebeu o grau de bacharel com aplauso dos Mestres e discípulos exerceu vários cargos como foram:
- Jurisconsulto;
- Juiz de fora de Montemor-o-Velho e Marvão (Carta de 17-X-1685);
- Juiz dos órfãos de Lisboa e do fisco da inquisição de Évora;
- Desembargador da Relação do Porto donde passou à Casa da Suplicação de Lisboa a 17-XI-1703, e depois a desembargador dos Agravos a 20-IV-1709 (Carta de 11-II-1709);
- Familiar do Santo Ofício (Carta de 6-XI-1686).

Foi ainda fidalgo de cota de armas (Carta de 9-V-1696), com escudo esquartelado: no 1.º e 4.º Aboim; 2.º Guerreiro; 3.º Camacho; timbre Aboim; e por diferença um trifólio verde; herdou o morgadio de seu pai, e administrou várias Capelas e morgadios que herdou de outros parentes.

## Publicações
Foi autor de várias obras de direito e autor de apontamentos genealógicos da sua família, nomeadamente:
- De munere Judicis Orphanorum opus in quinque Tractatus divisum, quorum primus est de Inventario, Conimbricae apud Emmanuelem Rodericum de Almeida. 1699. Fol.;
- De munere Judicis Orphanorum Tractatus secundus de Divisionibus - Ibi apud Joannem Antunes. 1700. Fol.;
- De munere Judicis Orphanorum Tractatus tertius de Datione, & obligatione Tutorum, & Curatorum in octo Libros distributus, & in duos Tomos divisus, Primus Tom. Ulyssipone apud Antonium de Sousa da Sylva. 1733. Fol.;
- Tomus secundus, Ibi apud eumdem. Typog. 1733. Fol.;
- De Munere Judicis Orphanorum Tractatus quartus de Rationibus reddendis distrahendisque in octo Libros distributus, Tom. I. Ulyssipone apud eumdem Typ. 1734. Fol.;
- Tomus secundus, Ibi per eumdem. Typog. Eodem anno. Fol.;

O índex geral destes seis tomos saiu composto pelo licenciado Manuel Álvares Solano do Valle (Ulyssipone apud eumdem Typ. 1736. Fol.)
- Opusculum de privilegiis Familiarium Sanctae Inquisitionis in quo tota privilegiorum materia praestringitur, & omnium privilegiorum jus generice examinatur, pleneque discutiuntur privilegia omnia Familiarum, Officialiumque Sanctae Inquisitionis, Senatorum, Monetariorum, Scholasticorum, viduarum, & aliorum; potestas etiam eorum Conservatorum ventilatur, & plures aliae Juris materiae involvuntur, Conimbricae per Joannem Antunes. 1699. Fol. & Ulyssipon. apud Antonium de Sousa da Sylva. 1735. Fol. Saiu nesta impressão com o Regimento do Fisco;
- Tractatus de Recusationibus omnium Judicum, Officialiumque tam justitiae commutativae quam distributivae utriusque fori tam saecularis, quàm Ecclesiastici, sive Regularis à nemine,ut par erat, in lucem editus, Conimbricae apud Joan. Antunes. 1699. Fol.;
- Decisiones, & quaestiones Forenses ab amplissimo, integerrimoque Portuensi Senatu decisae partim exaratae, partim collectae, Ulyssip. apud. Anton. de Sousa da Sylva. 1738. Fol.;
- Escolla Moral, Politica, Christãa, e Juridica, dividida em quatro Palestras nas quaes lem de Prima as quatro Virtudes Cardiaes. A 1. a Prudencia, na Cadeira do Entendimento. Na 2. a Justiça, na Cadeira da Vontade. Na 3. A Fortaleza, na Cadeira do Irascível. Na 4. A Temperança, na Cadeira do Concupiscível. Dando Leys a todas as virtudes, que dellas procedem, e confutando todos os vícios que se lhe oppoem, e dirigindo todos os actos das quatro Faculdades da alma capazes de virtudes, e vícios, &c, Lisboa por António de Sousa da Sylva. 1733. Fol.;
- Miscelânea Genealógica, apontamentos genealógicos da sua família, depois acrescentada pelo seu filho Manuel Guerreiro Camacho de Foyos e Aboim, e pelo seu neto, José Guerreiro Camacho de Foyos e Aboim Coutinho.[1]

Na sua obra Miscelânea Genealógica, declara-se parente de Filipe Rodrigues Camacho, capitão-mor das vilas de Casével, Santa Bárbara de Padrões e Entradas, seu cunhado, por ser casado com a sua irmã Bárbara Guerreiro Camacho de Aboim; e parente de Afonso Guerreiro de Aboim, mestre de campo da comarca de Ourique e familiar do Santo Ofício. Refere ainda os cunhados, João de Foyos e Luís Coutinho de Foyos.
O seu Tractatus de Recusationibus contém uma série de epigramas que lhe foram compostos por familiares:
1. António de Sousa e Matos, capitão-mor e juiz dos órfãos da Vila de Pena Verde e Algodres, concunhado do autor;
2. João de Foyos Coutinho, fidalgo da Casa de Sua Majestade, cunhado do autor;
3. Francisco Luís Coutinho de Foyos, fidalgo da Casa de Sua Majestade, cunhado do autor;
4. Filipe Rodrigues Camacho, familiar do Santo Ofício, capitão-mor das vilas de Casével, Entradas, e Santa Bárbara de Padrões, cunhado e parente do autor;
5. João de Aboim Pereira Guerreiro, familiar do Santo Ofício, cavaleiro professo na Ordem de Cristo, mestre de campo dos auxiliares do Campo de Ourique, sobrinho do autor (parente em geração diferente);
6. António Coelho Guerreiro, cavaleiro da Ordem de Cristo, fidalgo da Casa de Sua Majestade, secretário de Estado da Índia, primo do autor;
7. Manuel Dias Vivião Guerreiro, familiar do Santo Ofício, cavaleiro da Ordem de Cristo, parente do autor;
8. Afonso Guerreiro de Aboim, familiar do Santo Ofício, cavaleiro professo na Ordem de Cristo, parente do autor;
9. António Guerreiro de Aboim, cavaleiro professo na Ordem de Cristo, parente do autor;
10. Manuel de Brito Guerreiro, cavaleiro professo na Ordem de Cristo, superintendente da criação dos cavalos da comarca de Campo de Ourique, primo-irmão do autor.